# Oenanthe (oiseau)
Pour l’article homonyme, voir Œnanthe (plante).
Genre
Le genre Oenanthe regroupe des passereaux insectivores et migrateurs. 

## Systématique
Ces espèces, communément appelées traquet, étaient autrefois placées dans la famille des Turdidae, elles sont aujourd'hui considérées comme des Muscicapidae. Toutes vivent en Eurasie et dans le nord de l'Afrique sauf le Traquet motteux dont certaines populations vivent une partie de l'année à l'est du Canada et au Groenland.
Dans la classification de référence du Congrès ornithologique international (version 2.10, 2011) une partie des espèces de l'ancien genre Cercomela est déplacée dans ce genre.
S'appuyant sur diverses études phylogéniques, le Congrès ornithologique international (classification version 4.1, 2014) transfère dans ce genre une espèce jusque-là placée dans le genre Pentholaea, le Traquet à front blanc (Pentholaea albifrons) ; et déplace le Traquet montagnard (Oenanthe monticola) dans le genre Myrmecocichla.

### Liste des espèces

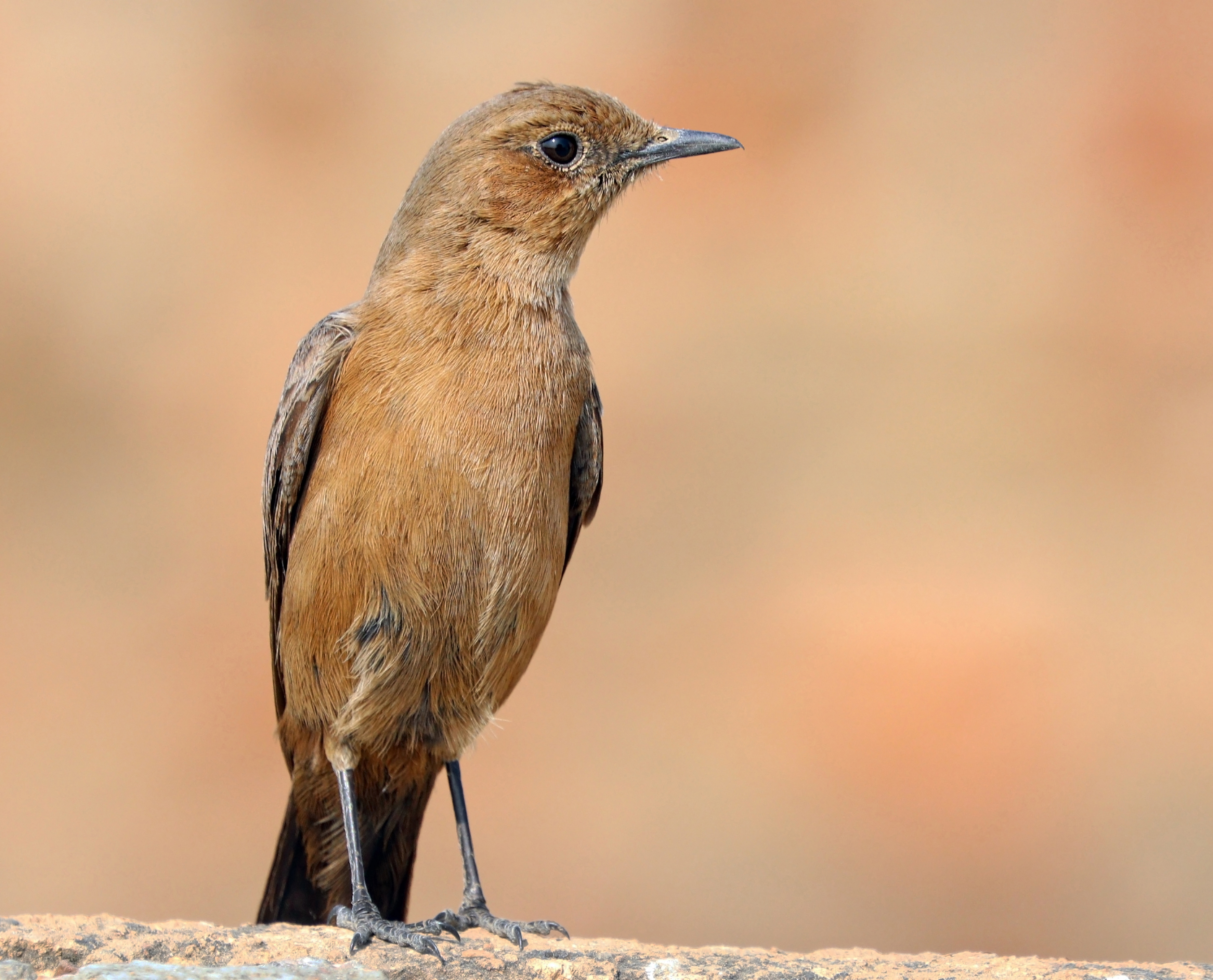
Oenanthe fusca (traquet bistré), Inde.

D'après la classification de référence (version 14.1, 2024) du Congrès ornithologique international (ordre phylogénique) :
- Oenanthe oenanthe – Traquet motteux
- Oenanthe seebohmi – Traquet de Seebohm
- Oenanthe pileata – Traquet du Cap
- Oenanthe bottae – Traquet de Botta
- Oenanthe frenata – Traquet à poitrine rousse
- Oenanthe isabellina – Traquet isabelle
- Oenanthe heuglini – Traquet de Heuglin
- Oenanthe monacha – Traquet à capuchon
- Oenanthe deserti – Traquet du désert
- Oenanthe hispanica – Traquet oreillard
- Oenanthe pleschanka – Traquet pie
- Oenanthe melanoleuca – Traquet noir et blanc
- Oenanthe cypriaca – Traquet de Chypre
- Oenanthe albifrons – Traquet à front blanc
- Oenanthe phillipsi – Traquet de Somalie
- Oenanthe moesta – Traquet à tête grise
- Oenanthe melanura – Traquet à queue noire
- Oenanthe familiaris – Traquet familier
- Oenanthe scotocerca – Traquet à queue brune
- Oenanthe dubia – Traquet sombre
- Oenanthe fusca – Traquet bistré
- Oenanthe picata – Traquet variable
- Oenanthe finschii – Traquet de Finsch
- Oenanthe halophila – Traquet halophile
- Oenanthe lugens – Traquet deuil
- Oenanthe warriae –
- Oenanthe xanthoprymna – Traquet kurde
- Oenanthe chrysopygia – Traquet de Perse
- Oenanthe leucopyga – Traquet à tête blanche
- Oenanthe albonigra – Traquet de Hume
- Oenanthe leucura – Traquet rieur
- Oenanthe lugentoides – Traquet d'Arabie
- Oenanthe lugubris – Traquet d'Abyssinie